# Son Monjo
Son Monjo és una petita possessió del terme municipal de Llucmajor, Mallorca, situada entre la vila, es Camp de sa Batalla, Son Pere Negre i Galdent. Documentada el 1685, en el cadastre de 1702 pertanyia a Antonina Pons i el 1777 n'era propietària Antonina Anna Sastre, viuda de Francesc Salvà de Sa Llapassa. A principis del segle XX n'era propietària la família de la poetessa Maria Antònia Salvà.

## Construccions
La casa de pagès està situada al Camí de Galdent, és d'estructura lineal, integrant l'habitatge humà i dependències agropecuàries (pallissa, portassa i colomer). L'habitatge és de dues crugies i dues altures: planta baixa i porxo. La façana principal s'orienta al migjorn i les seves obertures estan disposades de forma asimètrica. A planta baixa hi ha dos portals, el principal és d'arc de mig punt amb dovelles i carcanyols, i el secundari, que dona accés al magatzem, és allindanat. D'altres dependències agropecuàries (una vaqueria de nova construcció, solls, dos galliners i un forn) estan aïllades de la casa. Com a instal·lacions hidràuliques cal esmentar una cisterna, situada a l'interior de l'habitatge i, devora la vaqueria a uns 100 m de la casa, un aljub cobert amb volta de canó.